# George Libman Engel
George Libman Engel (New York, 10 dicembre 1913 – Rochester, 26 novembre 1999) è stato uno psichiatra statunitense.
Ha trascorso gran parte della sua carriera al Medical Center dell'Università di Rochester nello stato di New York ed è principalmente conosciuto per aver formulato ed introdotto il modello biopsicosociale (BPS, in inglese Biopsychosocial model), una teoria generale della malattia e della guarigione.

## Biografia
Engel nacque nel 1913 a New York. Ottenne una laurea di primo livello in chimica nel 1934 presso il college di Dartmouth. Nello stesso anno fu ammesso alla facoltà di medicina della Johns Hopkins University School of Medicine a Baltimora in Maryland, dove ricevette una laurea in medicina nel 1938.

### Carriera accademica
Dopo aver completato i suoi studi di medicina, Engel iniziò il suo tirocinio presso l'ospedale Mount Sinai di New York. Qui medici come Eli Moschowitz e Lawrence Kubie stavano introducendo la medicina psicosomatica nel servizio clinico. Engel era impegnato nella mera spiegazione fisica della malattia.
Nel 1941 Engel ottenne un assegno di ricerca in medicina presso la scuola medica di Harvard e un posto di assistente in medicina all'ospedale di Peter Bren Brigham (l'attuale Brigham and Woman's Hospital). Fu sottoposto alla supervisione del medico Soma Weiss, il quale aveva iniziato a interessarsi della medicina psicosomatica. In questo periodo, incontrò per la prima volta lo psichiatra John Romano, che era arrivato a Boston diversi anni prima di Engel. Con l'incoraggiamento di Weiss, Engel e Romano collaborarono a uno studio su pazienti affetti dal disturbo delirante. 
Nel 1942, Romano divenne presidente del dipartimento di psichiatria dell'Università del Cincinnati. Romano invitò Engel a una collaborazione nella facoltà psichiatrica del Cincinnati, collaborazione che venne accettata di buon grado. È a questo periodo che risale la “conversione” di Engel alla scuola psicosomatica.

### Università di Rochester
Nel 1946 Romano ebbe l'occasione di creare un dipartimento di psichiatria completamente nuovo presso la scuola di medicina e odontoiatria dell'University of Rochester Medical Center. Engel seguì Romano a Rochester, dove rivestì una doppia carica presso i dipartimento di medicina e quello di psichiatria. Fu responsabile per aver stabilito un servizio medico-psichiatrico gestito in gran parte da internisti. Si interessò in modo particolare nell'incorporamento di una formazione psichiatrica all'interno della scuola medica e, allo stesso tempo, iniziò la sua stessa formazione psicoanalitica.
Nel 1953 Engel collaborò con Franz Reichsman al progetto Monica, uno studio che consisteva nell'osservazione della vita di una tale Monica dalla sua infanzia all'età adulta. Sin dalla metà degli anni cinquanta fu considerato uno dei maggiori esponenti degli studi psicosomatici, nonché figura di spicco nell'American Psychosomatic Society. Iniziò, quindi, la pubblicazione di un suo giornale,  Psychosomatic medicine, e di diversi libri e articoli che riguardavano le relazioni tra emozioni e malattie e l'incorporazione di tali idee nella formazione medica e nella pratica clinica. Sotto la sua direzione, il programma presso l'università divenne un centro guida nello sviluppo della teoria psicosomatica. Le sue idee divennero note come modello biopsicosociale.
L'idea fondamentale del modello biopsicosociale è che la salute e la malattia sono conseguenze dell'interazione di fattori biologici, psicologici e sociali, un concetto particolarmente importante nella psicologia della salute. Tale modello venne teorizzato da Engel a Rochester e discusso in modo putativo in un articolo pubblicato nel 1977 sulla rivista Science.

### Ultimi anni
Negli ultimi anni, Engel non perse il suo senso dell'umorismo e la sua generosità. Fu particolarmente ammirato dai suoi studenti e dai medici che lavorarono con lui. Morì nel 1999.

## Riconoscimenti ed onori
Engel ricevette diversi riconoscimenti e onori per il suo lavoro dall'American College of Physicians e dall'American Psychiatric Association.

## Opere
- Psychological development in health and disease (in inglese), 1964
- La necessità di un nuovo modello di medicina: una sfida per la biomedicina, 1977 (articolo)
- Il modello medico biopsicosociale, Edizioni Change, 2007